# Чёрная Клева
Чёрная Клева (Черная Клива) — гора в Украинских Карпатах. Одна из вершин Братковского хребта, относится к Внутренним Горганам. Расположена на границе Надворнянского района Ивано-Франковской области и Раховского района Закарпатской области.
Высота — 1719 м (по другим данным — 1723 м). Частично покрыта каменными россыпями и осыпищами. Растительность до высоты 1400—1600 м представлена еловыми лесами, выше криволесье из сосны горной.
Западнее Чёрная Клева расположена гора Русская (1677 м), на северо-востоке лежит хребет Кривой Грунь, за которым — гора Плоская (1352 м). На северном склоне горы расположены истоки реки Быстрицы Надворнянской.
На вершине Черная Клева есть столбик Польско-Чехословацкой границы под номером 35.
Ближайшие населённые пункты: Чёрная Тиса, Быстрица.